# Симеон Нигер
Симео́н, называемый Ни́гер (буквально — Чёрный) (др.-греч. Συμεών Ἱεροσολύμων — Симеон Иерусалимский) — апостол от семидесяти, упоминается в апостольских Деяниях (Деян. 13:1), где называется одним из пророков и учителей в Антиохии. Иногда отождествляется с Симоном Киринеянином.
Своё прозвище «Чёрный» получил либо из-за смуглой кожи, либо из-за африканского происхождения.
В средневековых преданиях апостол Симеон считался сыном апостола Клеопы (то есть двоюродным братом Иисуса Христа). Он уверовал во Христа в зрелом возрасте и стал вторым епископом Иерусалима после смерти апостола Иакова. По церковному преданию, Симеон в глубокой старости принял мученическую смерть через распятие при императоре Траяне. Делались попытки отождествить епископа Симеона с Симоном Зелотом вместо Симеона Нигера.
Память апостола Симеона совершается в православной церкви 17 января (4 января по старому стилю) в день Собора Апостолов от семидесяти, в католической церкви — 27 апреля.